# Virginia Choinquitel
Virginia Choinquitel (Virginia). (1943 ?- 4. lipnja 1999.), posljednja punokrvna pripadnica argentinskih Ona Indijanaca, nomadskog plemena s otoka Tierra del Fuego. 
Virginia je postala siroče s 4 godine života, pa su je odgojile časne sestre i odvele u Buenos Aires. Ovdje se kasnije udala za jednog talijanskog imigranta s kojim u dubokoj bijedi živi na predgrađu Buenos Airesa. Nakon njegove smrti ponuđen joj je smještaj u gradiću Rio Grande, na Tierri del Fuego, gdje ostaje sve do svoje smrti, koja je nastupila kao posljedica srčanog udara. Prema njezinom dugogodišnjem prijatelju, rimokatoličkom svećeniku Jose Zinku, Virginia je bila posljednja punokrvna pripadnica ovog plemena. Argentinski antropolog Miguel Angel Palermo kaže da je njezin posljednji punokrvni suplemenik umro 1995. Mješanci Ona ili Selknam Indijanaca još žive na Ognjenoj Zemlji.

## Vanjske poveznice
- Last of Argentina's Ona Indians dies
- Por qué Selk`nam?